# كايليروس
بلدية كايليروس (بالإسبانية: Cilleros)‏، هي بلدية تقع في مقاطعة قصرش والتي تقع في منطقة إكستريمادورا، غرب إسبانيا.
يبلغ عدد سكانها 2.102 نسمة وفقاً لإحصائية سنة (2002).

## أعلام
- فرناندو مورينتس